# Pałac Zimri-Lima w Mari

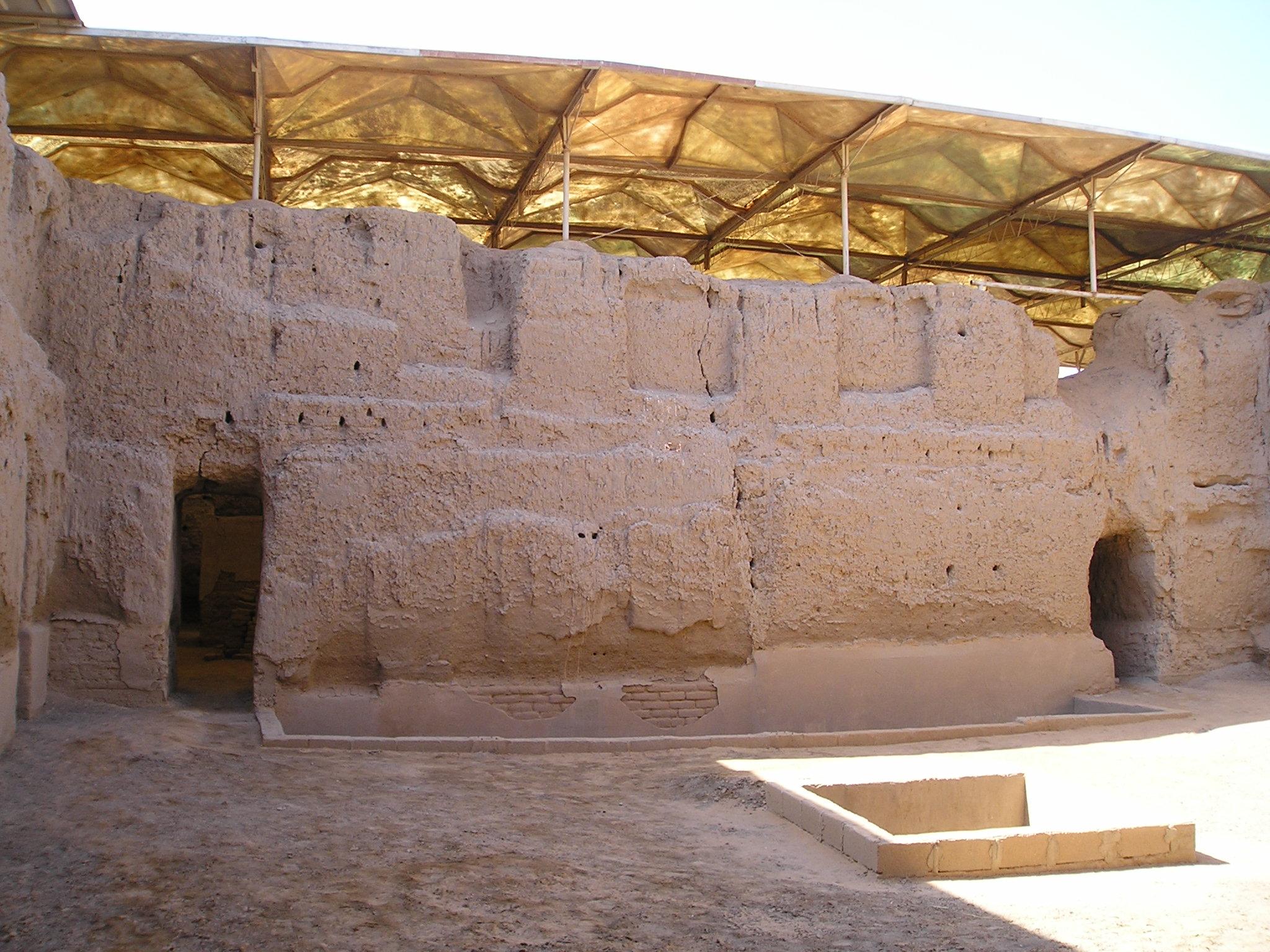
Ruiny pałacu Zimrilima w Mari

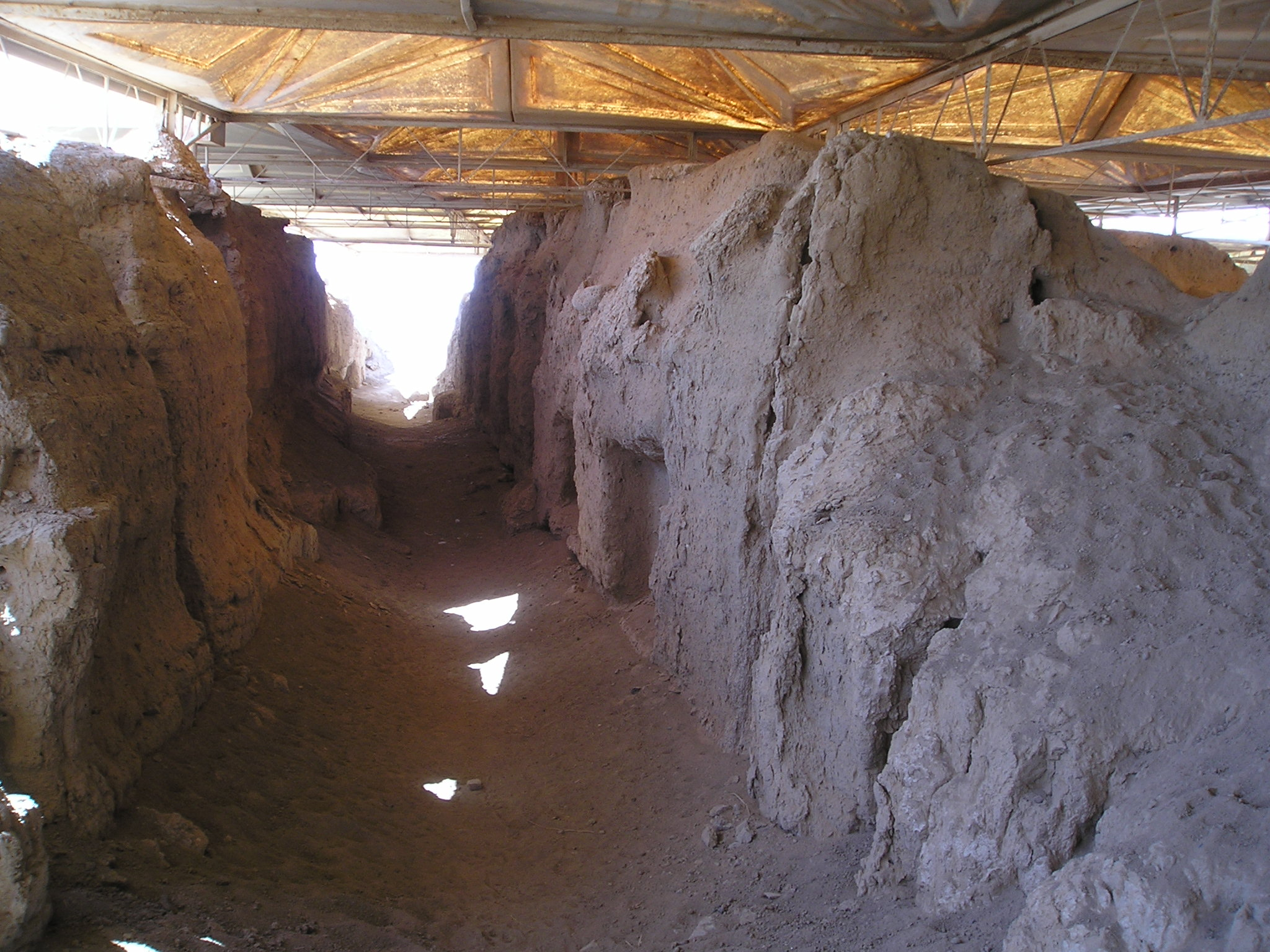
Korytarz wewnątrz pałacu Zimrilima

Pałac Zimri-Lima w Mari – jeden z największych kompleksów pałacowych Mezopotamii, wybudowany przez amoryckiego władcę Mari - Zimri-Lima w XVIII w. p.n.e.
Władca miasta-państwa Mari, Zimri-Lim (ok.1775-1761 p.n.e.) rozbudował w zasadzie już istniejący wcześniej pałac, którego najstarsze fragmenty datowane są na koniec III tysiąclecia p.n.e. Budowla z czasów Zimrilima to imponujący kompleks pałacowy o powierzchni ok. 2,5 ha, na planie prostokąta (200 × 120 m), posiadający ponad 260 pomieszczeń, wzniesiony przede wszystkim z suszonej cegły i gliny. Liczne klatki schodowe wskazują na to, że obiekt był piętrowy. W niektórych miejscach mury wznosiły się na wysokość nawet do 12 metrów.
Pałac swoją architekturą nawiązywał do okresu starosumeryjskiego i akadyjskiego. Do jego wnętrza prowadziła monumentalna brama, a w zasadzie zespół bramny złożony z dwóch połączonych dziedzińców. W centrum pałacu znajdował się dziedziniec o wymiarach 50 × 33 m, a także szereg mniejszych placów. Jeden z dziedzińców, przylegający do sali tronowej odznaczał się szczególnym urokiem ze sztuczną palmą na środku (z drewna, brązu i srebra) imponującym malowidłem na południowej ścianie i prowadzącym do niej szpalerem drzew rosnących w donicach. 
W samym pałacu, obok pomieszczeń oficjalnych (sale tronowe, kaplice), było mnóstwo pomieszczeń mieszkalnych, a także kuchnie, spiżarnie i magazyny. W łazienkach znaleziono terakotowe wanny. Woda doprowadzana i odprowadzana była systemem ceramicznych rur kanalizacyjnych.
Zlokalizowano także archiwum państwowe, w którym znaleziono bogatą korespondencję dyplomatyczną z przełomu XIX i XVIII w. p.n.e. - około dwadzieścia tysięcy glinianych tabliczek z pismem klinowym. Jeżeli chodzi o wystrój pałacu to do naszych czasów nie dochowały się żadne ślady poza figuralno-ornamentalnym malarstwem na ścianach.
Sława pałacu była szeroka u okolicznych władców. Pełnił rolę nie tylko rezydencji władcy, ale także ośrodka administracyjnego. Zniszczony został jednakże podczas najazdu Hammurabiego na początku lat pięćdziesiątych XVIII w. p.n.e.
Cały kompleks miejsko-pałacowy Mari odsłonięto w latach trzydziestych XX w. przez ekipę francuskich archeologów pod kierownictwem André Parrota.